# Aéroplane
Pour les articles homonymes, voir Aéroplane (homonymie).

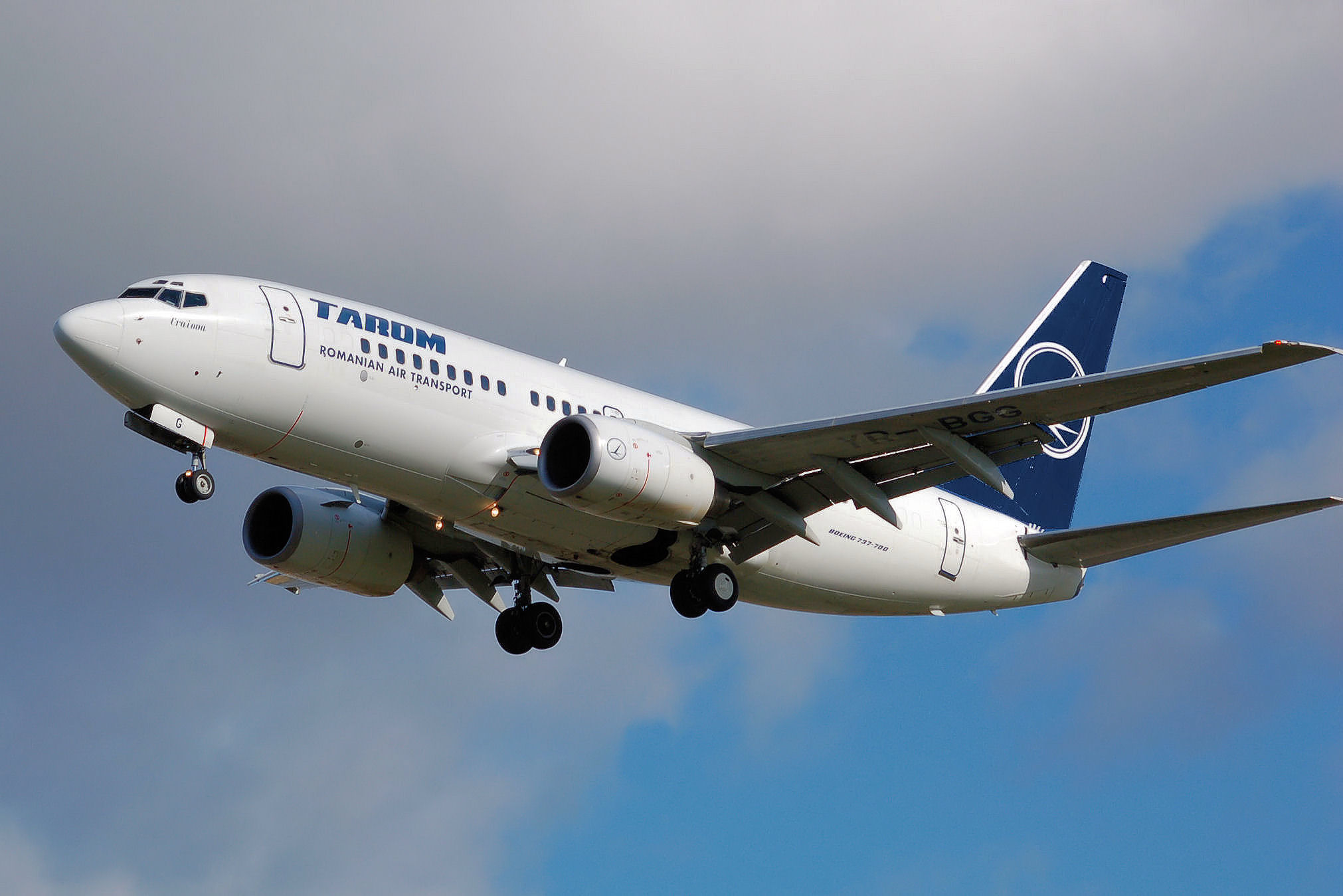
Exemple d'un aéroplane

Un aéroplane est un aérodyne à voilure fixe. Cette notion regroupe :
- les avions, motorisés ;
- les planeurs.

## Historique
Le premier projet français d'aéroplane est établi en 1853 par Michel Antoine Loup mais le mot n'est inventé qu'en 1855 par Joseph Pline pour désigner l'ancêtre de l'avion au XIXe siècle, par opposition aux aérostats ; le terme avion l'a supplanté peu avant la guerre de 1914.
Clément Ader fut le premier homme dans l’Histoire de l'aviation à avoir fait décoller un aéroplane par la seule force de son moteur (source site EADS). 
Les trois premiers vols eurent lieu entre 1890 et 1897. La vitesse de l’aéroplane est de 144 km/h